# Cismon del Grappa
Cismon del Grappa település Olaszországban, Veneto régióban, Vicenza megyében. Lakosainak száma 925 fő (2018. január 1.). Cismon del Grappa Arsiè, Borso del Grappa, Crespano del Grappa, Enego, Grigno, Paderno del Grappa, Pove del Grappa, San Nazario, Seren del Grappa és Valstagna községekkel határos.

## Népesség
A település népességének változása:

| 2017 | 911 |
| 2018 | 925 |